# Scilab
Scilab è un pacchetto di programmi gratuiti per la computazione numerica sviluppati dallo INRIA e dallo ENPC in Francia, poi da Scilab Consortium in seno alla Fondazione Digiteo. Oggi Scilab è sviluppato da Scilab Enterprises.

## Introduzione

### Licenza
Scilab attualmente utilizza la licenza CeCILL v2, che è compatibile con la licenza GNU GPL v2 della Free Software Foundation. Versioni precedenti di Scilab erano rilasciate sotto la licenza CeCILL v1, che, nella sua variante base, non era compatibile con le specifiche del Software Libero. Tuttavia la versione 1 della licenza CeCILL prevedeva già la possibilità di essere sostituita con versioni successive della stessa licenza, quindi la versione 2 della licenza può essere retroattivamente applicata a tutto il software rilasciato con licenza CeCILL v1.

### Sintassi informatica simile a quella usata in MATLAB
Scilab è stato ampiamente impiegato in alcuni progetti industriali e di ricerca, e molti contributi (sotto forma di codice informatico) sono stati fatti dagli utenti. La sintassi è simile a quella di MATLAB ma i due programmi, i loro applicativi ed i plug-in non sono completamente compatibili, anche se esiste un convertitore nel pacchetto di Scilab, che opera le conversioni MATLAB → Scilab. Scilab ha un minor numero di file d'aiuto (help files) rispetto a MATLAB.

### Adatto per elaborazione dei segnali, fluidodinamica, statistica
È un linguaggio di programmazione di alto livello, liberamente basato sul linguaggio di programmazione C, ed è simile nelle sue funzionalità a MATLAB, inoltre è disponibile per il download gratuito. Il programma consente di elaborare un'ampia gamma di operazioni matematiche da operazioni relativamente semplici come le moltiplicazioni a quelle di livello più alto, come correlazioni ed aritmetica dei numeri complessi. Il software è particolarmente adatto per l'elaborazione dei segnali, analisi statistica, elaborazione delle immagini, simulazioni di fluidodinamica, ecc.

## Include l'editore di diagrammi a blocchiXcos
Scilab include anche un pacchetto chiamato Xcos, per la simulazione e la costruzione di modelli di sistemi dinamici espliciti ed impliciti, includendo sia sotto-sistemi continui che discreti.